# Clarence Sinclair Bull
Clarence Sinclair Bull (22. května 1896 Sun River, Montana – 8. června 1979 Los Angeles, Kalifornie) byl americký portrétní fotograf, který pracoval ve filmových studiích během Zlatého věku Hollywoodu. Téměř čtyřicet let byl vedoucím oddělení Metro-Goldwyn-Mayer.

## Životopis
Clarence Sinclair Bull se narodil v Sun River ve státě Montana v roce 1896. Jeho kariéra začala, když ho v roce 1920 najal americký filmový producent Samuel Goldwyn, pro kterého fotografoval portréty hvězd MGM. Nejznámější jsou jeho snímky Grety Garbo pořízené v letech 1926–1941. Bullův první portrét Garbo byl kostýmovou studií pro Flesh and the Devil v září 1926.
Bull studoval se západním malířem Charlesem Marionem Russellem. Roku 1918 také působil jako asistent kameramana. Měl zkušenosti v oblasti svícení, retušování a tisku. Nejčastěji byla jeho díla označována jako "C.S. Bull."

## Galerie

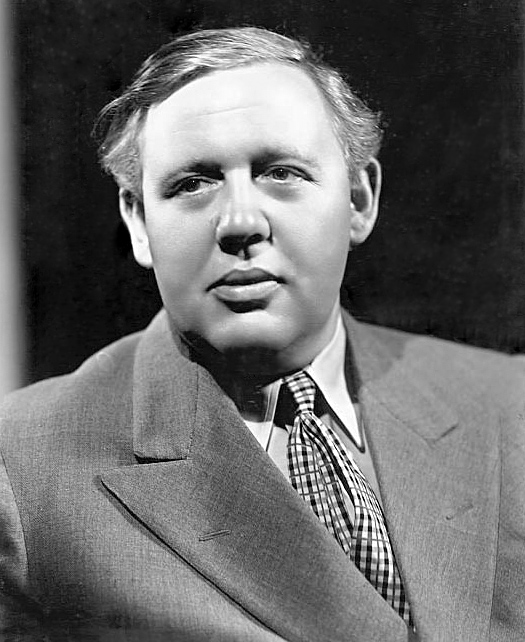
Propagační fotografie pro film Barretts of Wimpole Street (Charles Laughton), 1934
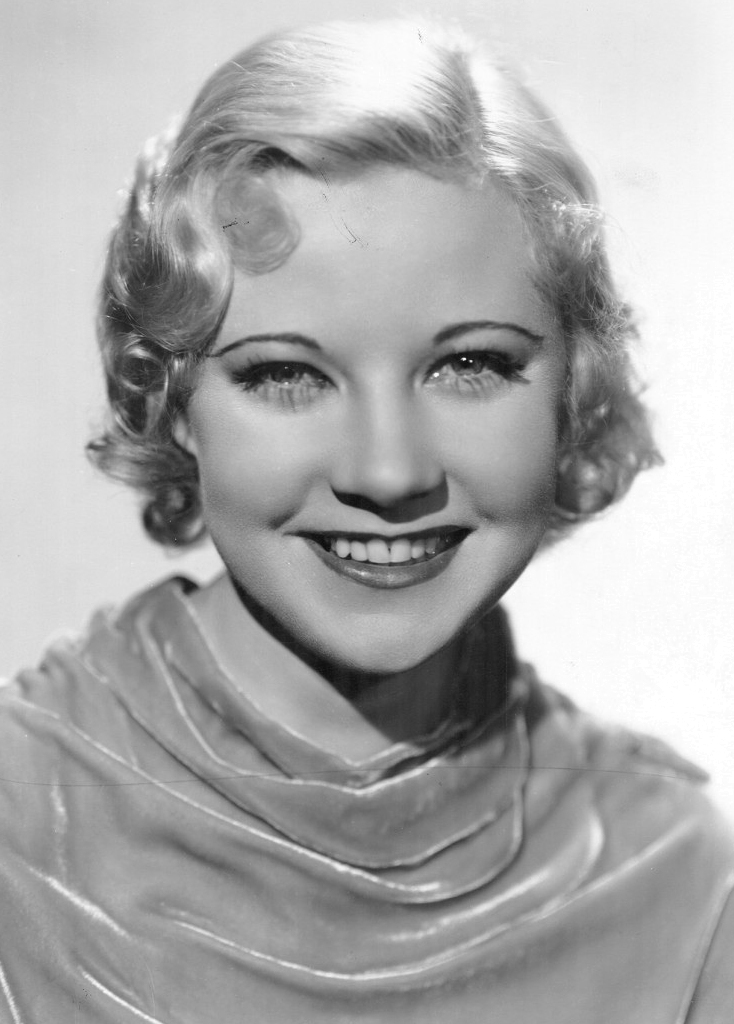
Una Merkelová, 1934
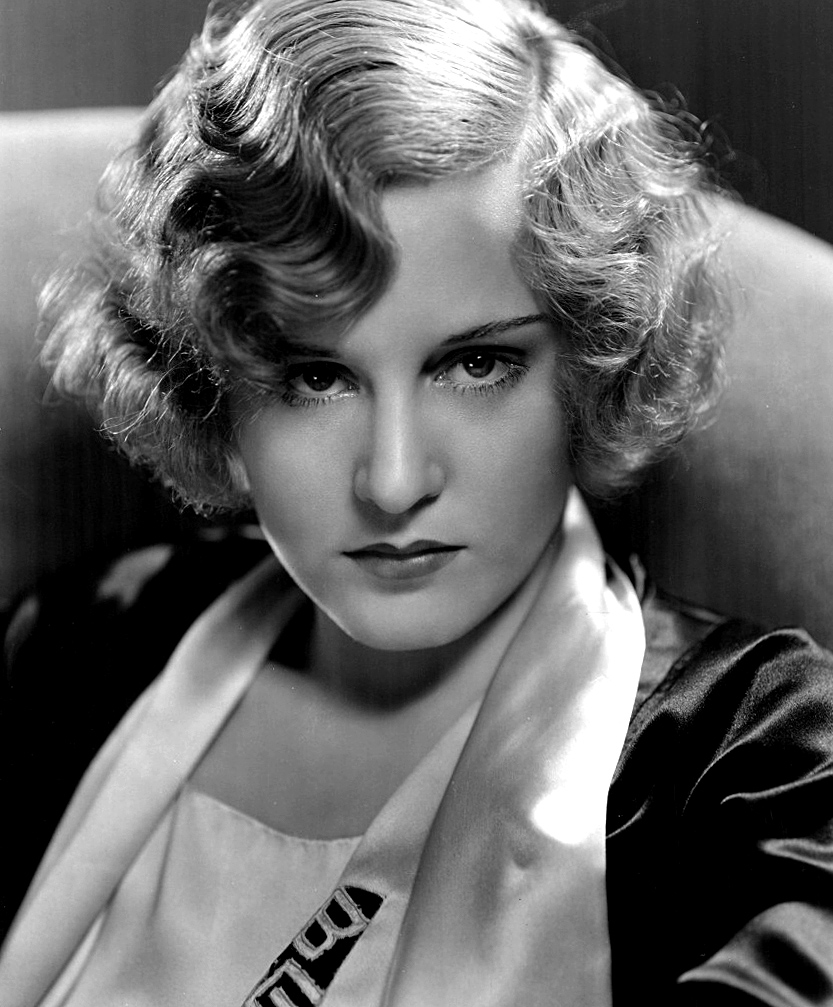
Madge Evansová, kolem roku 1935
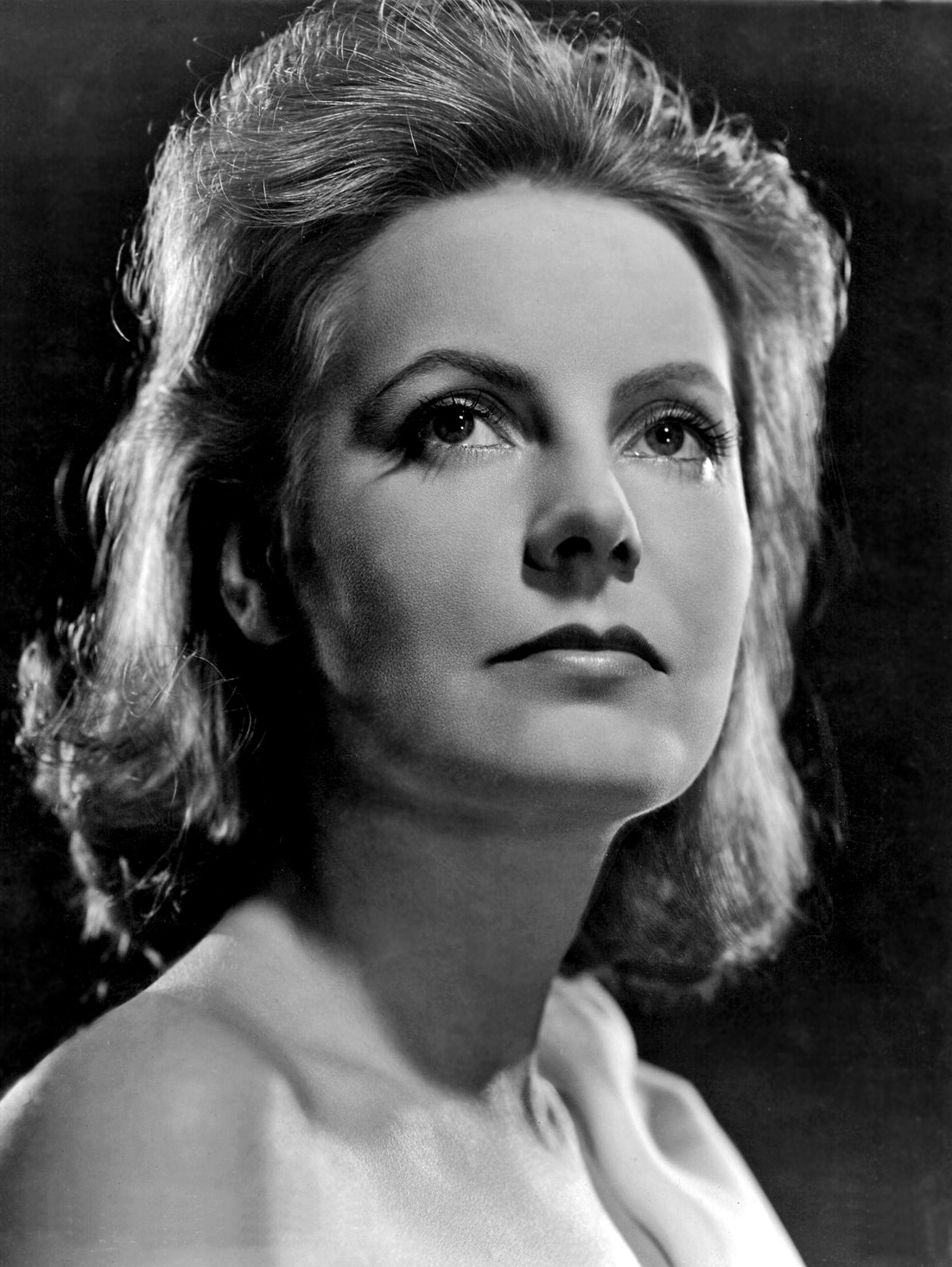
Greta Garbo pro film Ninočka, 1939
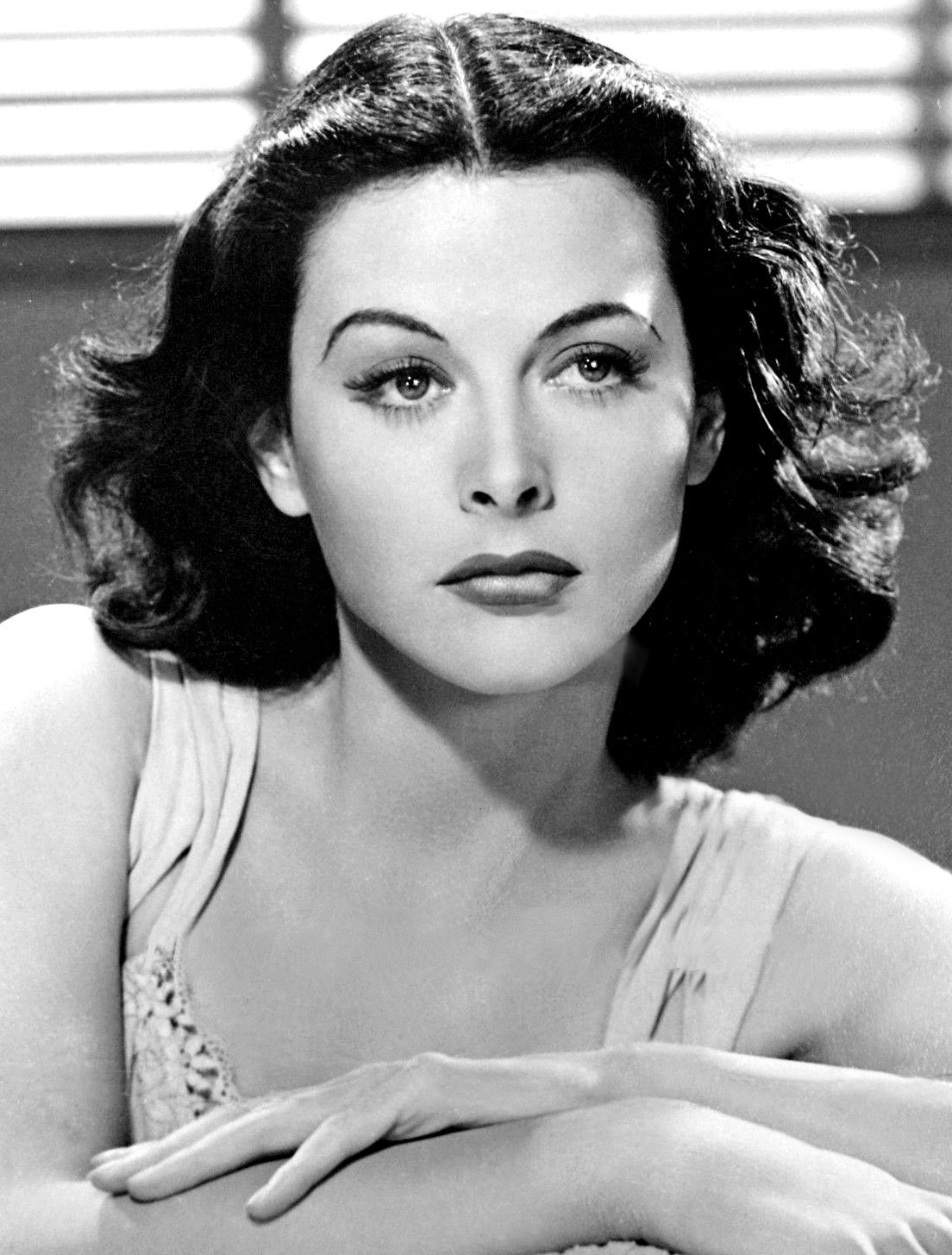
Hedy Lamarrová, 1940
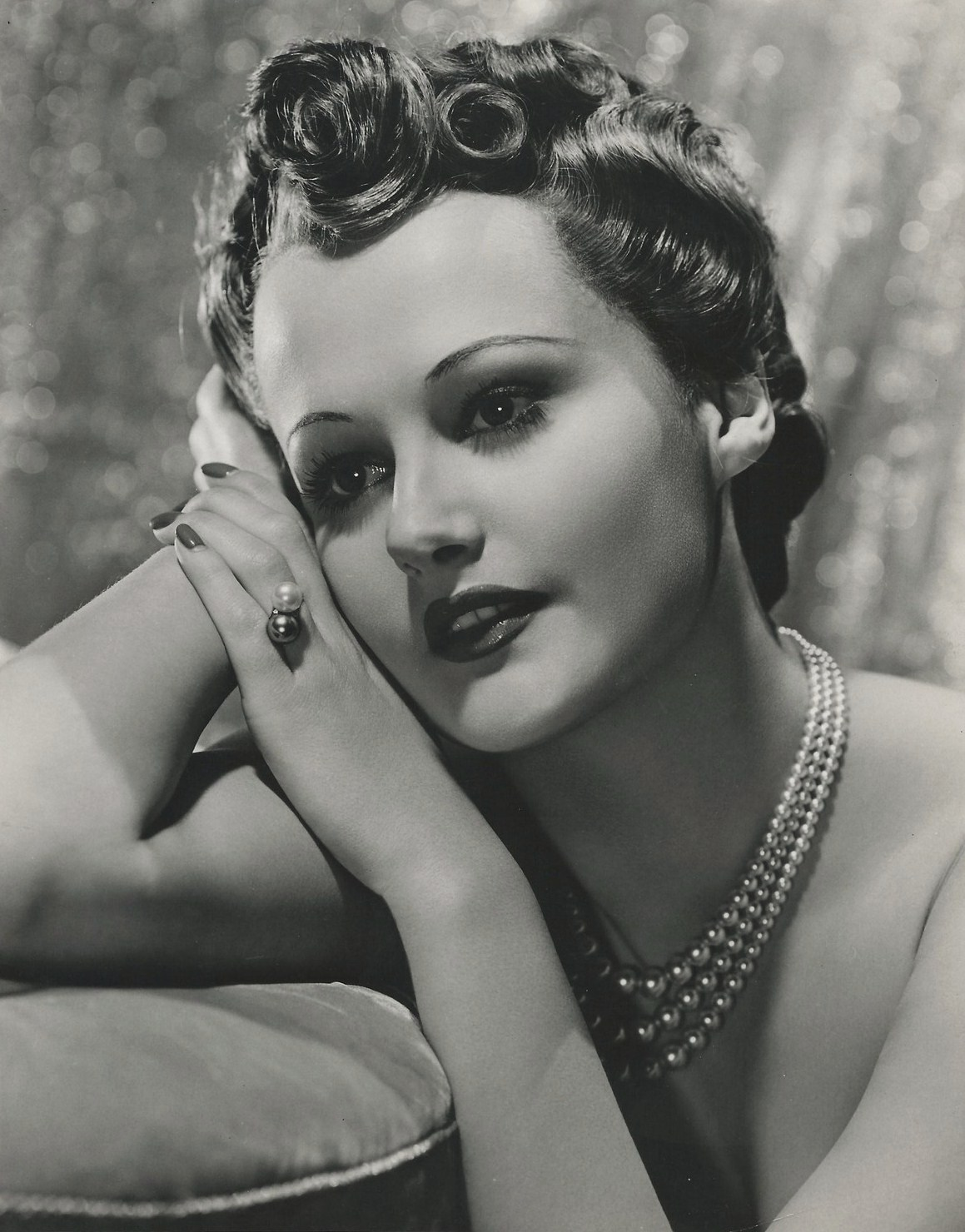
Americká herečka Lynne Carverová, 1940
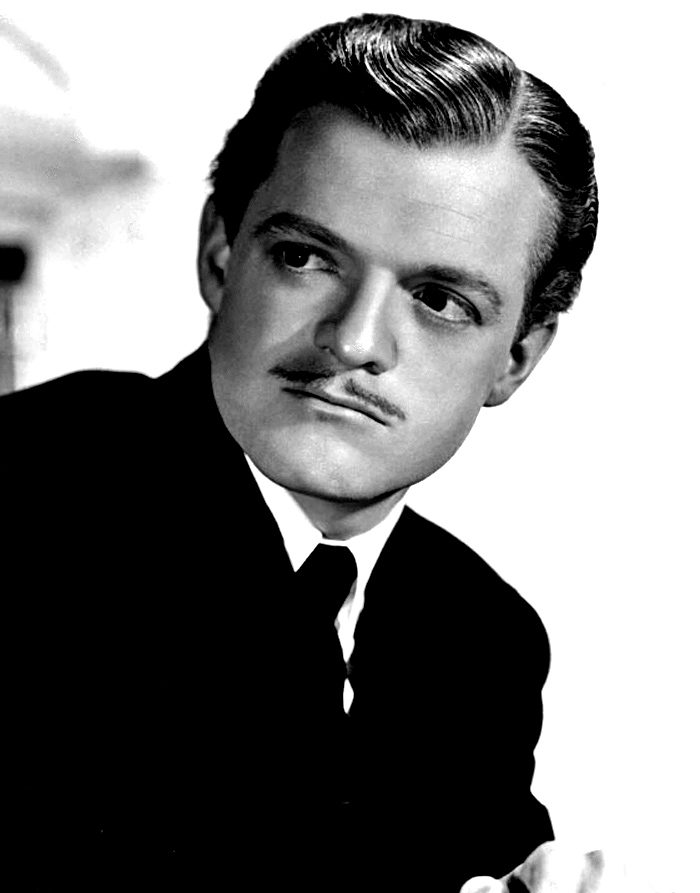
Van Heflin, 1941
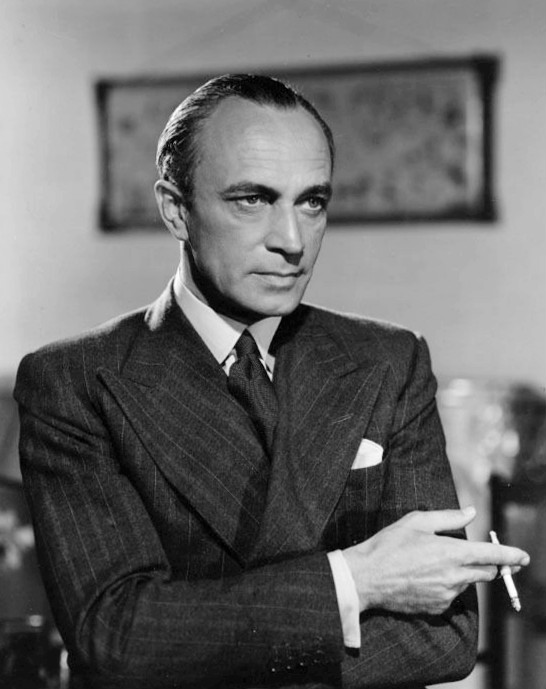
Conrad Veidt, 1941
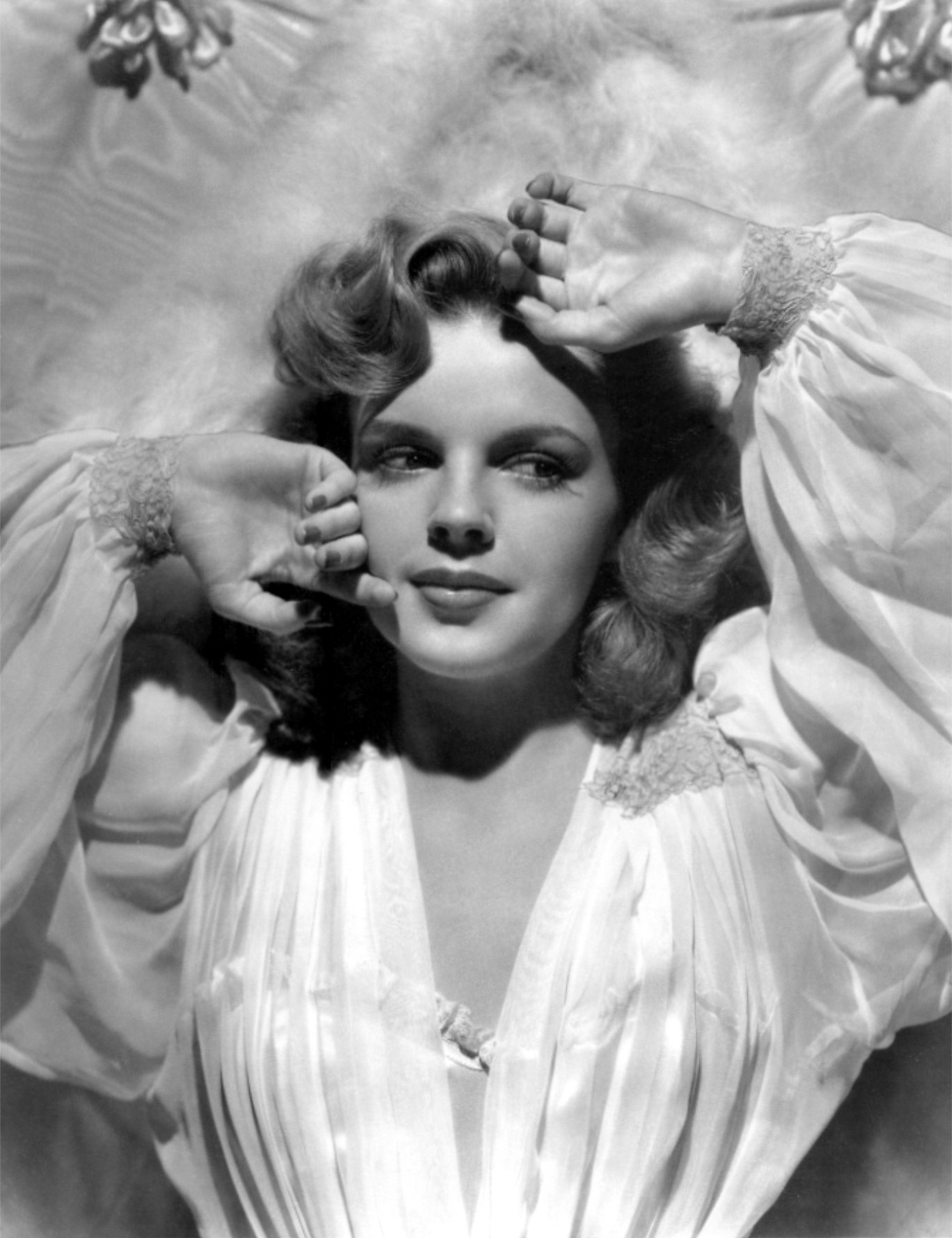
Judy Garlandová, 1943
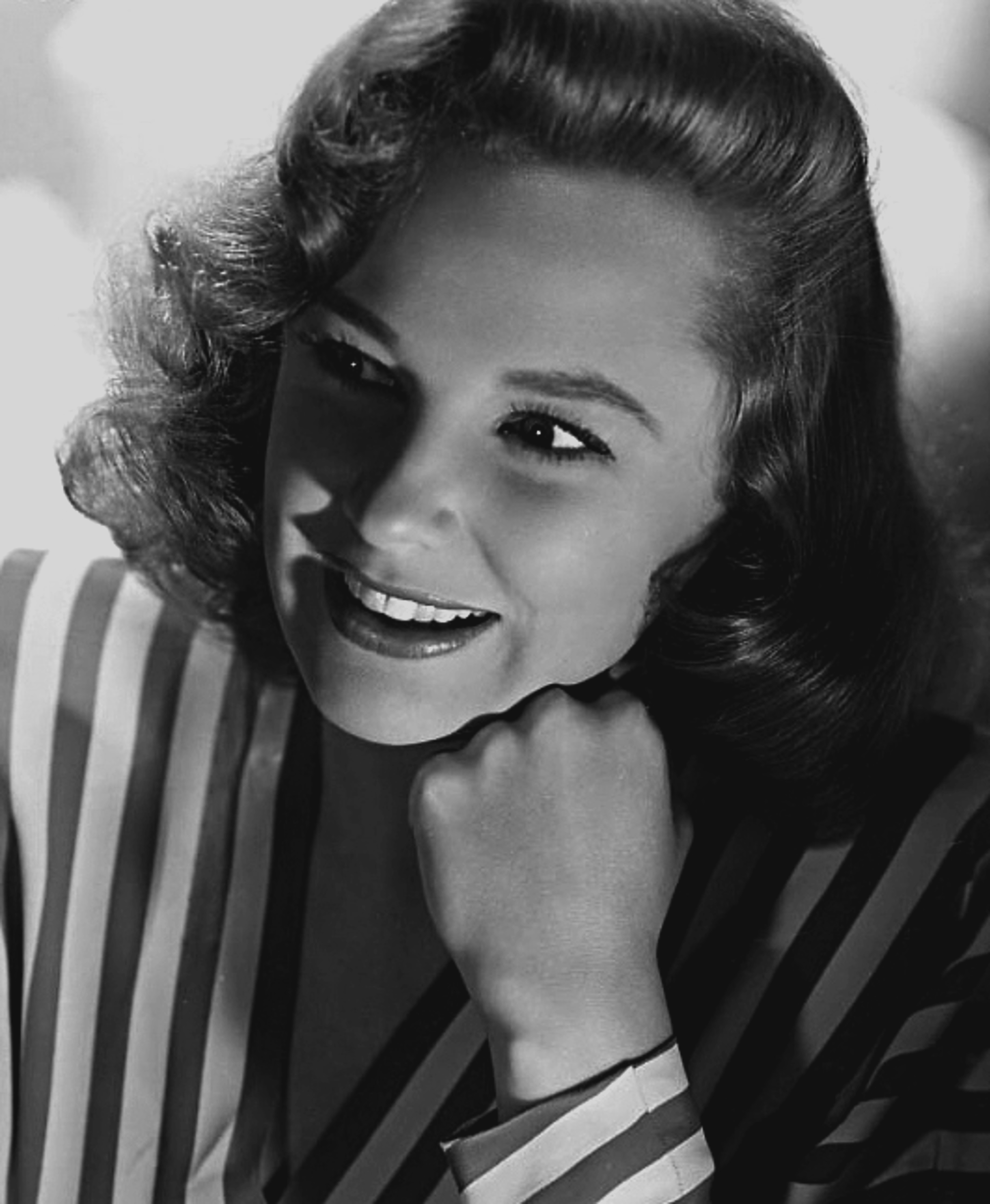
June Allysonová, 1944